# Luke and the Bomb Throwers
Luke and the Bomb Throwers é um curta-metragem norte-americano de 1916, do gênero comédia, estrelado por Harold Lloyd.

## Elenco
- Harold Lloyd - Lonesome Luke
- Snub Pollard
- Bebe Daniels

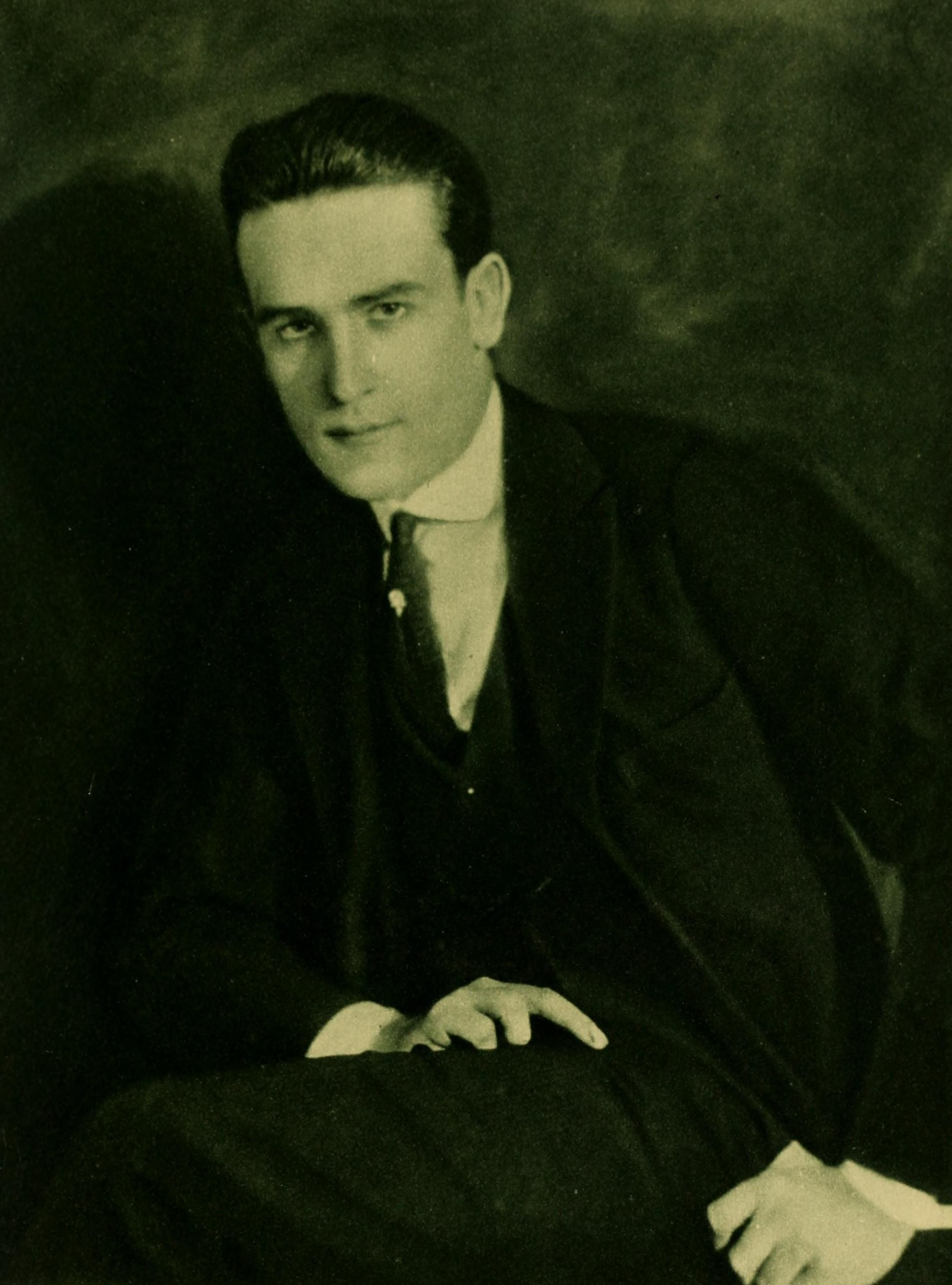
Harold Lloyd

- Billy Fay - Terrorista Gordo (não creditado)